# 강희락
강희락(姜熙洛, 1952년 10월 9일 ~ , 경북 성주)은 대한민국의 경찰공무원이다.  대구경찰청장과 부산경찰청장, 해양경찰청장, 제15대 경찰청장을 지냈다. 2010년에 발생한 '함바 게이트' 사건때 뇌물을 받은 혐의가 인정되어 징역 3년 6개월에 처벌 받은 비리 공무원이다.

## 학력
- 1971년: 경북대학교 사범대학 부속고등학교 졸업
- 1976년: 고려대학교 법학과 학사
- 2005년: 동국대학교 행정대학원 경찰행정학과 석사
- 2007년: 동국대학교 대학원 경찰행정학과 박사과정 재학

## 경력
- 1984:  제26회 사법시험 합격(사법연수원 16기 수료)
- 1987년 10월 13일 ~ 1988년 11월 18일: 충주경찰서 경비과 과장
- 1988년 11월 19일 ~ 1989년 2월 23일: 청주경찰서 대공과 과장
- 1989년 2월 24일 ~ 1989년 2월 23일: 청주서부경찰서 수사과 과장
- 1989년 7월 3일 ~ 1991년 3월 30일: 치안본부 경무과 공보계장
- 1990년 3월 31일 ~ 1991년 7월 31일: 치안본부 교육과 고시계장
- 1991년 8월 1일 ~ 1992년 4월 16일: 경찰청 고시계장
- 1992년 4월 17일 ~ 1994년 2월 24일: 경찰청 경무계장
- 1994년 2월 25일 ~ 1995년 3월 5일: 청도경찰서 서장
- 1995년 3월 6일 ~ 1995년 12월 20일: 경기지방경찰청 수사과 과장
- 1995년 12월 21일 ~ 1997년 1월 10일: 부천중부경찰서 서장
- 1997년 1월 11일 ~ 1998년 3월 23일: 경찰청 지능범죄수사과 과장
- 1998년 3월 24일 ~ 1999년 2월 9일: 서울중부경찰서 서장
- 1999년 2월 10일 ~ 2000년 12월 8일: 서울지방경찰청 형사부 형사과 과장
- 2000년 12월 9일 ~ 2001년 7월 31일: 경찰청 공보관
- 2001년 8월 1일 ~ 2003년 7월 17일: 주미국 대한민국 대사관 참사관
- 2003년 7월 18일 ~ 2003년 9월 2일: 경찰청 외사관리관실 근무
- 2003년 9월 3일 ~ 2004년 1월 11일: 경찰청 기획정보심의관
- 2004년 1월 12일 ~ 2005년 1월 24일: 경찰청 수사국 국장
- 2005년 1월 25일 ~ 2006년 2월 20일: 제24대 대구지방경찰청장
- 2006년 2월 21일 ~ 2006년 12월 4일: 제35대 부산지방경찰청장
- 2006년 12월 4일 ~ 2008년 3월 6일: 경찰청 차장
- 2008년 3월 7일 ~ 2009년 3월 8일: 제42대 해양경찰청장
- 2009년 3월 9일 ~ 2010년 8월 5일: 15대 경찰청장[2]
- 2010년 9월 ~ 2010년 10월: 대구예술대학교 경찰행정학과 석좌교수
- 2010년 10월: 법무법인 태평양 고문변호사
- 2019: 법무법인(유한) 클라스 고문변호사
- 2020: 법무법인(유한) 서평 고문변호사

## 승진
- 1987년: 경정 임관
- 1994년: 총경 승진
- 2000년: 경무관 승진
- 2004년: 치안감 승진
- 2008년: 치안총감 승진

## 상훈
- 1992년 10월: 대통령 표창
- 1999년 10월: 대통령 표창
- 2004년 7월: 홍조근정훈장

## 사건·사고

### 함바 게이트
강 전 청장은 재임 시절인 2009년 4∼12월 유씨로부터 건설현장 관련 민원과 인사 청탁 명목 등으로 18차례에 걸쳐 1억9000만원을 받은 혐의를 받고 있다. 이와 관련, 재판부는 지난달 11일 강 전 청장이 불참한 가운데 유씨가 강 전 청장에게 돈을 건넸다고 밝힌 커피숍 등에서 현장검증을 벌였다.
2011년 8월 10일 서울동부지법 형사11부(부장판사 설범식)는 건설현장 식당 운영권 브로커인 유상봉씨(65·구속기소)씨로부터 각종 청탁과 함께 억대의 금품을 받은 혐의(특정범죄가중처벌법상 뇌물)로 구속 기소된 강 전 청장에 대해 징역 6년을 선고했다.

## 가족 관계
- 아버지: 강홍식( ~ 2020년 4월 19일)
- 어머니: 문태순( ~ 2015년 10월 5일)